# Wickersley
Wickersley – wieś w Anglii, w hrabstwie ceremonialnym South Yorkshire, w dystrykcie metropolitalnym Rotherham. Leży 14 km na wschód od miasta Sheffield i 227 km na północ od Londynu. Miejscowość liczy 7235 mieszkańców.